# Irreemplazable
Irreemplazable (tạm dịch: Không thể thay thế) là đĩa mở rộng đầu tiên của nghệ sĩ thu âm người Mỹ Beyoncé Knowles. Đĩa EP này gồm những ca khúc tiếng Tây Ban Nha, Tiếng Anh, và Tiếng Anh-Tây Ban Nha trích từ album phòng thu thứ hai của cô là B'Day (2006). Đĩa mở rộng này còn được chọn để trở thành album đính kèm trong bản cao cấp của B'Day trước khi phát hành vào ngày 28 tháng 8 năm 2007 do hãng Columbia Records. Khi bán ở các cửa hàng Wal-mart, đĩa còn kèm theo một DVD gồm những màn trình diễn của Knowles trên truyền hình và trong những buổi diễn khác nhau, kèm theo những thước phim hậu trường độc quyền.
Irreemplazable nhận được những ý kiến phản hồi khác nhau từ các nhà phê bình âm nhạc. Trong đó, đĩa mở rộng này nhận được một ý kiến phản hồi từ Andy Kellman từ Allmusic, anh đã phê bình việc phát hành EP này sau vài tháng trước khi phát hành bản cao cấp của B'Day. Irreemplazable đứng tại vị trí 105 trên bảng xếp hạng Billboard 200 với 57,000 bản đã được bán tại Mĩ. EP đồng thời cũng xuất hiện trên bảng xếp hạng Top R&B/Hip-Hop Albums, Top Latin Albums và Latin Pop Albums.

## Thực hiện và ý tưởng
Khi lớn lên tại Houston, Texas, Knowles đã được học tiếng Tây Ban Nha từ khi còn rất nhỏ, nhưng vì thời dài không luyện tập nên cô đã quên mất thứ tiếng này. Khi cô thu âm lại bản Tây Ban Nha của ca khúc Irreplaceable mang tên Irreemplazable, người luyện thanh cho Knowles đã hướng dẫn cô phát âm từng lời nhạc của ca khúc đến bốn lần để có thể cho ra một ca khúc hoàn hảo như hôm nay. Knowles chia sẻ rằng cô rất tập trung trong những bài giảng Tây Ban Nha để có thể phục vụ cho sự nghiệp của mình sau này. Khi nói về việc thu âm đĩa mở rộng này, cô phát biểu: "Đây đúng là vinh dự cho tôi khi được trình diễn thứ tiếng này. Nó giúp tôi kết nối hơn với những người hâm mộ của mình. Tôi đã rất vui khi hát tiếng Tây Ban Nha. Nó gợi cho tôi nhớ đến khoảng thời gian mà tôi sống ở Houston". John Wenzel của tờ The Denver Post cho rằng việc phát hành Irreemplazable của cô là "sự tiếp cận đến nền âm nhạc tiếng Tây Ban Nha".
Irreemplazable trước đó được chọn là album kèm theo trong bản cao cấp của album phòng thu thứ hai của cô là B'Day phát hành vào ngày 3 tháng 4 năm 2007, và sau đó tiếp tục được phát hành dưới dạng đĩa mở rộng bởi hãng Columbia Records vào ngày 28 tháng 8 năm 2007. Bản remix "Get Me Bodied" cũng đã được xuất hiện độc quyền trong EP này. "Irreemplazable" sau đó đã được chọn làm đĩa đơn đầu tiên của album, phát hành vào ngày 17 tháng 7 năm 2007.
Knowles còn xuất hiện trên chương trình của kênh Tr3s, Mi TRL vào ngày 2 tháng 8 năm 2007 và trình chiếu đoạn phim đằng sau hậu trường đặc biệt mang tên "Making of the Spanish Album" ("Hậu trường làm album Tây Ban Nha").

## Sáng tác
Album Irreemplazable mở đầu với ca khúc "Amor Gitano", một bản song ca của cô cùng Alejandro Fernández và nằm trong album thứ 15 của anh là Viento a Favor. "Listen", nhạc phim từ Dreamgirls - một bộ phim có sự xuất hiện của Knowles - đã được thu âm lại và sau đó lấy tên là "Oye" (Tạm dịch: "Này"). Đĩa đơn duy nhất của EP, Irremplazable là bản Tây Ban Nha của ca khúc "Irreplaceable", phiên bản tiếng Anh này đồng thời giành được nhiều thành công toàn thế giới. Ba phiên bản khác nhau của ca khúc "Beautiful Liar" đều xuất hiện trong EP Irreemplazable: một phiên bản tiếng Tây Ban Nha (mang tên "Bello Embustero"), một ca khúc remix (hòa âm lại) của bản tiếng Anh và một phiên bản tiếng Anh-Tây Ban Nha. Bản hòa âm norteña của "Irreemplazable" được chọn làm ca khúc thứ 7 trong album này. Cuối cùng, album được khép lại với ca khúc "Get Me Bodied" được remix bởi Timbaland cùng sự góp mặt của nghệ sĩ rap người Mỹ Voltio. Một DVD độc quyền sau đó đã được kèm theo trong phiên bản phát hành của Wal-mart, bao gồm những cảnh quay hậu trường, những tiết mục trình diễn của cô từ The Beyoncé Experience và sự xuất hiện của Knowles trên chương trình The Early Show, cùng một bộ phim tài liệu mang tên "La Evolución Latina de Beyoncé" ("Làn sóng Latin của Beyoncé").

## Sự tiếp nhận
Andy Kellman của Allmusic cho album hai sao rưỡi, anh nhận xét rằng "không có gì nhiều trong album", "album hơi thừa thải, không cần thiết phải ra mắt, nếu bạn hâm mộ cuồng nhiệt Beyoncé, có lẽ bạn sẽ cảm thấy mình là một kẻ ngốc – đặc biệt là khi mang về nhà album B’Day vào tháng 9 năm 2006 và tiếp tục mang về bản cao cấp bảy tháng sau chỉ để nghe những bài hát tặng kèm mà sau này, những bài hát ấy lại tung ra đĩa phát hành riêng (chỉ kèm một bài hát không trong đĩa tặng kèm của bản cao cấp!)." Nhưng sau đó, Kellman đã chọn các ca khúc hay nhất của EP là "Amor Gitano", "Irreemplazable" và bản remix của "Get Me Bodied".
Irreemplazable xuất hiện trên bảng xếp hạng Billboard 200 tại Mĩ ở vị trí 105 vào ngày 15 tháng 9 năm 2007, với hơn 6,000 bản đã được bán vào tuần đó. Ca khúc sau đó đã trụ vững trên bảng xếp hạng này đến ba tuần liền. Trên bảng Top R&B/Hip-Hop Albums, đĩa mở rộng này đã xuất hiện lần đầu tiên tại vị trí 41 vào ngày 5 tháng 9 năm 2007, và giữ vững vị trí này năm tuần liền. Irreemplazable có vẻ khá thành công trên các bảng xếp hạng nhạc Latin, xuất hiện với vị trí thứ ba trên bảng Top Latin Albums và thứ hai ở bảng Latin Pop Albums. và sau đó tồn tại trong bảng xếp hạng 12 và 13 tuần liên tiếp. Vào ngày 6 tháng 11 năm 2010, Irreemplazable tổng cộng đã bán được 57,000 bản tại Mĩ.

## Danh sách ca khúc
| CD 2: Irreemplazable | CD 2: Irreemplazable                                    | CD 2: Irreemplazable |
| STT                  | Nhan đề                                                 | Thời lượng           |
| -------------------- | ------------------------------------------------------- | -------------------- |
| 1.                   | "Amor Gitano" (hợp tác với Alejandro Fernández)         | 3:48                 |
| 2.                   | "Listen (Oye)"                                          | 3:41                 |
| 3.                   | "Irreplaceable (Irreemplazable)"                        | 3:48                 |
| 4.                   | "Beautiful Liar (Bello Embustero)"                      | 3:20                 |
| 5.                   | "Beautiful Liar" (phối lại) (hợp tác với Shakira)       | 3:01                 |
| 6.                   | "Beautiful Liar (Spanglish)" (hợp tác với Sasha Fierce) | 3:21                 |
| 7.                   | "Irreplaceable (Irreemplazable)" (Norteña Remix)        |                      |

## Những người thực hiện
Nguồn được lấy từ Allmusic:
| - April Baldwin – nghệ sĩ sản xuất - Aaron Brougher – nghệ sĩ sản xuất - Eduardo Cabra – nhà sản xuất âm nhạc - Olgui Chirino – chỉ đạo giọng hát - Max Gousse – nghệ sĩ sản xuất - Juli Knapp – nghệ sĩ sản xuất | - Beyoncé Knowles – giám đốc sản xuất, sản xuất, hát chính - Mathew Knowles – nghệ sĩ sản xuất, giám đốc sản xuất, quản lý - Ne-Yo – sản xuất - Rudy Pérez – sản xuất, hòa âm, chỉ đạo giọng hát - Timbaland – sản xuất, hòa âm - The Underdogs – sản xuất |

## Vị trí xếp hạng
| Bảng xếp hạng(2007)       | Vị trí |
| ------------------------- | ------ |
| US Billboard 200          | 105    |
| US Top Latin Albums       | 3      |
| US Top R&B/Hip-Hop Albums | 41     |